# Ібіас
Ібіас (ісп. Ibias) — муніципалітет в Іспанії, у складі автономної спільноти Астурія. Населення — 1711 осіб (2009).
Муніципалітет розташований на відстані близько 390 км на північний захід від Мадрида, 90 км на південний захід від Ов'єдо.
Муніципалітет складається з таких паррокій: Секос, Марентес, Лос-Котос, Пельїсейра, Сан-Антолін-де-Ібіас, Сан-Клементе, Сена, Серойро, Сістерна, Таладрід, Тормалео.

## Демографія
Динаміка населення (INE ):

## Галерея зображень

Розташування муніципалітету
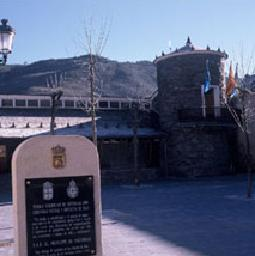
Муніципальна рада